# Pernille Fischer Christensen
Pernille Fischer Christensen (født 24. december 1969) er en dansk filminstruktør.
Hun blev uddannet fra Den Danske Filmskole i 1999, hvorefter hun vandt en pris på filmfestivalen i Cannes for sin afgangsfilm Indien. Efter det lavede hun en kortfilm med titlen Habibti min elskede, som vandt en Robert i 2003 for bedste kortfilm. Hendes første spillefilm, En soap havde premiere på filmfestivalen i Berlin i februar 2006, hvor en grædende Pernille Fischer Christensen tog imod både prisen for bedste debutantfilm samt en sølvbjørn for filmen. En soap blev senere på året hædret med prisen for bedste manuskript på den internationale filmfestival i San Sebastian, Spanien. I februar 2007 vandt filmen også Bodilprisen i kategorien Bedste Film.
I 2010 fik hun igen succes på filmfestivalen i Berlin, idet En familie modtog anmeldernes pris.
Pernille Fischer Christensen er datter af læge Niels Fischer Christensen (30-09-1944 - 2001) og pædagog Bente Jessen, og storesøster til skuespiller Stine Fischer Christensen.
Pernille Fischer Christensen danner par med forfatter, dramatiker og illustrator Kim Fupz Aakeson.

## Filmografi
- Unge Astrid (2018) [2]
- En du elsker[3] (2014)
- En familie (2010)
- Dansen (2008)
- En soap (2006)
- Habibti min elskede (novellefilm, 2002)
- Indien (afgangsfilm fra filmskolen, 1999)
- Pigen som var søster (kortfilm, 1997)
- Honda Honda (kortfilm, 1996)

## Ekstern henvisning
- Pernille Fischer Christensen på Internet Movie Database (engelsk)
- Pernille Fischer Christensen på Filmdatabasen
- Pernille Fischer Christensen på danskefilm.dk
- Pernille Fischer Christensen på danskfilmogtv.dk
- Pernille Fischer Christensen på Scope
- Pernille Fischer Christensen på Svensk Filmdatabas (svensk)
- Pernille Fischer Christensen på AlloCiné (fransk)
- Pernille Fischer Christensen på AllMovie (engelsk)
- Pernille Fischer Christensen på The Movie Database (engelsk)